# Gérard Machet
Gérard Machet (Blois, 1376 – Tours, 14 luglio 1448) è stato uno pseudocardinale francese.

## Biografia
Nacque a Blois nel 1376.
L'antipapa Felice V lo elevò al rango di cardinale nel concistoro del 12 novembre 1440.
Morì il 14 luglio 1448 a Tours.